# Административная опека
Администрати́вная опе́ка (фр. tutelle administrative) — во Франции XIX века название состояния общества, когда вся его деятельность — экономическая и нравственная — совершалась не иначе, как по указанию и под бдительным, опекунским надзором правительственных властей. Антоним самоуправления.
С XX века, с принятием законов о децентрализации, административная опека больше не осуществляется над органами местных администраций. Сохраняется лишь над определёнными общественными учреждениями и объединениями.
В современном французском праве «административная опека» — форма власти, осуществляемая в рамках права одним юридическим лицом в отношении другого лица.